# Holyoke, Colorado
Holyoke är administrativ huvudort i Phillips County i Colorado. Enligt 2020 års folkräkning hade Holyoke 2 346 invånare.